# ریکاردو فررو
ریکاردو فررو (انگلیسی: Ricardo Ferrero; ۵ آوریل ۱۹۵۵ – ۱۶ نوامبر ۲۰۱۵) بازیکن فوتبال حرفه‌ای آرژانتینی بود که به عنوان دروازه‌بان برای تیم‌های کروز آزول، بارسلونا و راسینگ سانتاندر بازی می‌کرد. او بعداً در دپورتیوو تولوکا سرمربی شد.